# Anthology 3
Anthology 3 är ett samlingsalbum av The Beatles, utgivet den 28 oktober 1996 och är det sista i Anthology-serien. Albumet innehåller låtar från de två sista åren i bandets karriär samt sessioner för albumet The Beatles (The White Album) till sessioner för Let It Be och Abbey Road 1969. Albumet släpptes i Storbritannien den 28 oktober 1996 och i USA den 29 oktober 1996.

## Låtförteckning
Alla låtar är skrivna av John Lennon och Paul McCartney om inget annat anges.

### Skiva 1
1. "A Beginning" (George Martin)
2. "Happiness Is a Warm Gun"
3. "Helter Skelter" (Tagning 2) (Mono)
4. "Mean Mr. Mustard"
5. "Polythene Pam"
6. "Glass Onion" (Demo)
7. "Junk" (Paul McCartney)
8. "Piggies" (George Harrison)
9. "Honey Pie"
10. "Don't Pass Me By" (Tagning 3 & 5 (Ringo Starr)
11. "Ob-La-Di, Ob-La-Da"
12. "Good Night" (Tagning 34)
13. "Cry Baby Cry" (Tagning 1)
14. "Blackbird" (Tagning 4)
15. "Sexy Sadie" (Tagning 6)
16. "While My Guitar Gently Weeps" (Demo) (Harrison)
17. "Hey Jude"
18. "Not Guilty" (Tagning 102) (Harrison)
19. "Mother Nature's Son" (Tagning 2)
20. "Glass Onion" [Mono]
21. "Rocky Raccoon" (Tagning 8)
22. "What's the New Mary Jane" (Tagning 4)
23. "Step Inside Love"/"Los Paranoias" (Lennon/McCartney/Harrison/Starr)
24. "I'm So Tired" (Tagning 3,6 & 9)
25. "I Will"(Tagning 1)
26. "Why Don't We Do It in the Road?" (Tagning 4)
27. "Julia" (Tagning 2)

### Skiva 2
1. "I've Got a Feeling"
2. "She Came in Through the Bathroom Window"
3. "Dig a Pony"
4. "Two of Us"
5. "For You Blue (Harrison)
6. "Teddy Boy" (McCartney)
7. Medley: "Rip It Up"(Blackwell-Marascalco)/"Shake,Rattle and Roll"(Calhoun)/"Blue Suede Shoes"(Perkins)
8. "The Long and Winding Road"
9. "Oh! Darling"
10. "All Things Must Pass"(Harrison)
11. "Mailman, Bring Me No More Blues" (Roberts/Katz/Clayton)
12. "Get Back" (Live på Rofftop Concert)
13. "Old Brown Shoe" (Harrison)
14. "Octopus's Garden" (Tagning 2 & 8) (Starr)
15. "Maxwell's Silver Hammer" (Tagning 5)
16. "Something" (Harrison)
17. "Come Together" (Tagning 1)
18. "Come and Get It" (McCartney)
19. "Ain't She Sweet" (Ager/Yellen)
20. "Because"
21. "Let It Be"
22. "I Me Mine" (Tagning 16) (Harrison)
23. "The End"